# Sam (Hund)
Sam (* 1991; † November 2005 in Santa Barbara) war ein chinesischer Schopfhund-Rüde. Er wurde mehrfach zum „hässlichsten Hund der Welt“ gekürt und wurde darüber hinaus durch TV-Auftritte bekannt. 
Sam gehörte der US-Amerikanerin Susie Lockheed. Lockheed hatte Sam vor 1999 von seiner Vorbesitzerin adoptiert. Die hatte den Hund ins Tierheim geben wollen. Bekannt wurde der Hund durch seine faltige braune Haut, unzählige Warzen und Leberflecken, ein vampirartiges Gebiss und durch seine dicken mit Knoten und krummen Nägeln überwachsene Pfoten. Auftritte in TV-Shows hatten den Hund als hässlichsten Hund der Welt berühmt gemacht.
Bei den Wahlen zum Worlds Ugliest Dog siegte Sam 2003 bis 2005. Dies verschaffte ihm einen Auftritt in der Carson Daly Show mit Donald Trump sowie in der Show Criss Angel Mindfreak. Für den Hund wurde eine eigene Internetseite geschaltet, die unter dem Ansturm der zahllosen Fans häufig zusammenbrach. Lockheed ließ den Hund wegen Alters- und Herzschwäche 2005 in Santa Barbara einschläfern.